# Лора Крот
Лора Крот  (англ. Laura Kraut, 14 листопада 1965) — американська вершниця, олімпійська чемпіонка.

## Виступи на Олімпіадах
| Олімпіада   | Дисципліна       | Місце   |
| ----------- | ---------------- | ------- |
| Сідней 2000 | конкур, особисті | AC r2/2 |
| Сідней 2000 | конкур, командні | 6       |
| Пекін 2008  | конкур, особисті | 23T     |
| Пекін 2008  | конкур, командні | 1       |